# Çukur, Gökçebey
Çukur là một xã thuộc huyện Gökçebey, tỉnh Zonguldak, Thổ Nhĩ Kỳ. Dân số thời điểm năm 2011 là 1194 người.